# 波馬克人
波馬克人（保加利亞語： Pomatsi，希臘語： Pomáki）是指居住在保加利亞、信仰伊斯蘭教的斯拉夫人。亦稱保加利亚裔穆斯林。